# TMEM233
TMEM233 (англ. Transmembrane protein 233) – білок, який кодується однойменним геном, розташованим у людей на 12-й хромосомі. Довжина поліпептидного ланцюга білка становить 109 амінокислот, а молекулярна маса — 12 074.
| 10         |  | 20         |  | 30         |  | 40         |  | 50         |
| ---------- |  | ---------- |  | ---------- |  | ---------- |  | ---------- |
| MSQYAPSPDF |  | KRALDSSPEA |  | NTEDDKTEED |  | VPMPKNYLWL |  | TIVSCFCPAY |
| PINIVALVFS |  | IMSLNSYNDG |  | DYEGARRLGR |  | NAKWVAIASI |  | IIGLLIIGIS |
| CAVHFTRNA  |  |            |  |            |  |            |  |            |

A: Аланін

C: Цистеїн

D: Аспарагінова кислота

E: Глутамінова кислота

F: Фенілаланін

G: Гліцин

H: Гістидин

I: Ізолейцин

K: Лізин

L: Лейцин

M: Метіонін

N: Аспарагін

P: Пролін

Q: Глутамін

R: Аргінін

S: Серин

T: Треонін

V: Валін

W: Триптофан

Локалізований у мембрані.